# Cowdenbeath Football Club
Il Cowdenbeath Football Club, meglio noto come Cowdenbeath, è una società calcistica scozzese con sede nella città di Cowdenbeath. Partecipante dal 1905 al 2022 alle divisioni nazionali scozzesi, ora milita nella Lowland Football League, il principale campionato semiprofessionistico della Scozia meridionale.

## Storia
Il club fu fondato nel 1881, mediante la fusione delle precedenti squadre locali, Cowdenbeath Rangers e Cowdenbeath Thistle. Nel 1905 fece il suo esordio nei campionati nazionali, disputando la Scottish Division Two; arrivò primo nel 1914 e nel 1915 (dopo spareggio contro Leith Athletic e St. Bernard's), ma non fu promosso in nessuna delle due occasioni. Successivamente fu secondo nelle stagioni 1921-22 e 1923-24, ottenendo la promozione al termine di quest'ultima. La stagione d’esordio in Division One (1924-25) vide il Cowdenbeath classificarsi al 5º posto, piazzamento che non riuscì a eguagliare nei campionati successivi. Retrocesse infine nella stagione 1933-34, dopo dieci anni consecutivi in massima serie.
Tornato in Division Two, vinse la serie nel 1939, dopodiché i campionati furono interrotti per la seconda guerra mondiale. Quando ripresero, nel 1946, il Cowdenbeath ripartì di nuovo dalla seconda serie, nella quale rimase per oltre venti anni sfiorando la promozione nella stagione 1956-57 (terzo) e conquistandola nel 1970, quando arrivò secondo dietro al Falkirk. La Division One 1970-71 fu l’ultima stagione in massima serie, in quanto si classificò all'ultimo posto e retrocesse.
Nella Division Two 1971-72 mancò per 4 punti la promozione, ma tre stagioni dopo, con la riforma dei campionati, fu relegato nella nuova terza serie, la Second Division; qui militò fino al 1992, quando arrivò secondo e salì in First Division, dalla quale però retrocesse dopo una sola stagione. L’anno successivo inoltre fu relegato nella nuova quarta serie, la Third Division. Il secondo posto nella stagione 2000-01 (a pari punti con l'Hamilton Academical capolista) permise al Cowdenbeath di tornare in Second Division, ma nei dieci anni successivi ebbe un andamento altalenante e continuò a fare la spola tra la Second Division e la Third Division, oltre a un'apparizione in First Division nella stagione 2010-11.
Vinse la Second Division 2011-12 e salì ancora in First Division: fu ottavo nella stagione 2012-13, nono nella stagione 2013-14 (quando il campionato cambiò nome in Championship) e salvo agli spareggi, infine decimo nel 2014-15, in cui retrocesse. L’anno seguente, in League One, andò incontro a un’altra retrocessione, sconfitto agli spareggi dal Queen's Park, e sprofondò in League Two dove, ultimo per due stagioni consecutive, ha dovuto battere rispettivamente i semipro dell’East Kilbride (2017) e del Cove Rangers (2018) per mantenere la categoria. Nella stagione 2018-19 si è classificato al 6º posto, nella stagione 2019-20 (interrotta per la pandemia di COVID-19) si piazza 4º, mentre nel campionato 2020-21 indietreggia al 9° e penultimo posto. In League Two 2021-22 è di nuovo ultimo e chiamato allo spareggio: contro il Bonnyrigg Rose, vincitore della Lowland Football League, il Cowdenbeath incassa un pesante 0-4 complessivo ed esce per la prima volta dai campionati professionistici dopo 104 partecipazioni.
In Lowland League ha ottenuto negli anni recenti piazzamenti di medio-bassa classifica.

## Palmarès

### Competizioni nazionali
- Scottish First Division: 3

1913-1914, 1914-1915, 1938-1939
- Scottish Second Division: 1

2011-2012
- Scottish Third Division: 1

2005-2006

### Competizioni regionali
- East of Scotland Football League: 1

1969-1970

### Altri piazzamenti
- Coppa di Lega scozzese:

Semifinalista: 1959-1960, 1970-1971
- Scottish Championship:

Secondo posto: 1921-1922, 1923-1924, 1969-1970
Terzo posto: 1956-1957
- Scottish Challenge Cup:

Semifinalista: 2012-2013
- Scottish League Two:

Secondo posto: 2000-2001
Terzo posto: 2004-2005
- Scottish Third Division:

Secondo posto: 2008-2009

## Statistiche e record

### Partecipazione ai campionati
| Livello | Categoria                | Partecipazioni | Debutto   | Ultima stagione | Totale |
| ------- | ------------------------ | -------------- | --------- | --------------- | ------ |
| 1°      | Scottish Division One    | 11             | 1924-1925 | 1970-1971       | 11     |
| 2°      | Scottish Division Two    | 41             | 1905-1906 | 1974-1975       | 51     |
| 2°      | Scottish Division B      | 5              | 1946-1947 | 1950-1951       | 51     |
| 2°      | Scottish First Division  | 3              | 1992-1993 | 2012-2013       | 51     |
| 2°      | Scottish Championship    | 2              | 2013-2014 | 2014-2015       | 51     |
| 3°      | Scottish Second Division | 24             | 1975-1976 | 2011-2012       | 25     |
| 3°      | Scottish League One      | 1              | 2015-2016 | 2015-2016       | 25     |
| 4°      | Scottish Third Division  | 11             | 1994-1995 | 2008-2009       | 17     |
| 4°      | Scottish League Two      | 6              | 2016-2017 | 2021-2022       | 17     |

#### Campionati Semiprofessionistici
| Livello | Categoria               | Partecipazioni | Debutto   | Ultima stagione | Totale |
| ------- | ----------------------- | -------------- | --------- | --------------- | ------ |
| 5°      | Lowland Football League | 3              | 2022-2023 | 2024-2025       | 3      |

## Organico

### Rosa 2020-2021
| N. |                        | Ruolo | Calciatore    |
| -- | ---------------------- | ----- | ------------- |
|    | Scozia (bandiera)      | P     | Nicky Hogarth |
|    | Scozia (bandiera)      | P     | Mac Whyte     |
|    | Scozia (bandiera)      | D     | Lennon Watson |
|    | Scozia (bandiera)      | D     | Craig Barr    |
|    | Scozia (bandiera)      | D     | Jamie Pyper   |
|    | Scozia (bandiera)      | D     | Jamie Todd    |
|    | Scozia (bandiera)      | D     | Jacob Glass   |
|    | Inghilterra (bandiera) | D     | Harvey Swann  |
|    | Scozia (bandiera)      | D     | Ross Clarke   |
|    | Scozia (bandiera)      | D     | Fraser Mullen |
|    | Scozia (bandiera)      | D     | Kyle Sneddon  |

| N. |                   | Ruolo | Calciatore      |
| -- | ----------------- | ----- | --------------- |
|    | Scozia (bandiera) | D     | Ross Pollock    |
|    | Scozia (bandiera) | C     | Lewis Owens     |
|    | Scozia (bandiera) | C     | Gavin Morrison  |
|    | Scozia (bandiera) | C     | Kyle Miller     |
|    | Scozia (bandiera) | C     | Mikey Herd      |
|    | Scozia (bandiera) | C     | Graham Taylor   |
|    | Scozia (bandiera) | C     | Iain Russell    |
|    | Scozia (bandiera) | C     | Robbie Buchanan |
|    | Scozia (bandiera) | C     | Olly Hamilton   |
|    | Scozia (bandiera) | A     | Kris Renton     |